# Westafrikanische Pflanzungsgesellschaft Victoria
Die Westafrikanische Pflanzungs-Gesellschaft „Victoria“ Aktiengesellschaft (WAPV) war während der deutschen Kolonialherrschaft das größte Pflanzungsunternehmen Kameruns.

## Firmengeschichte

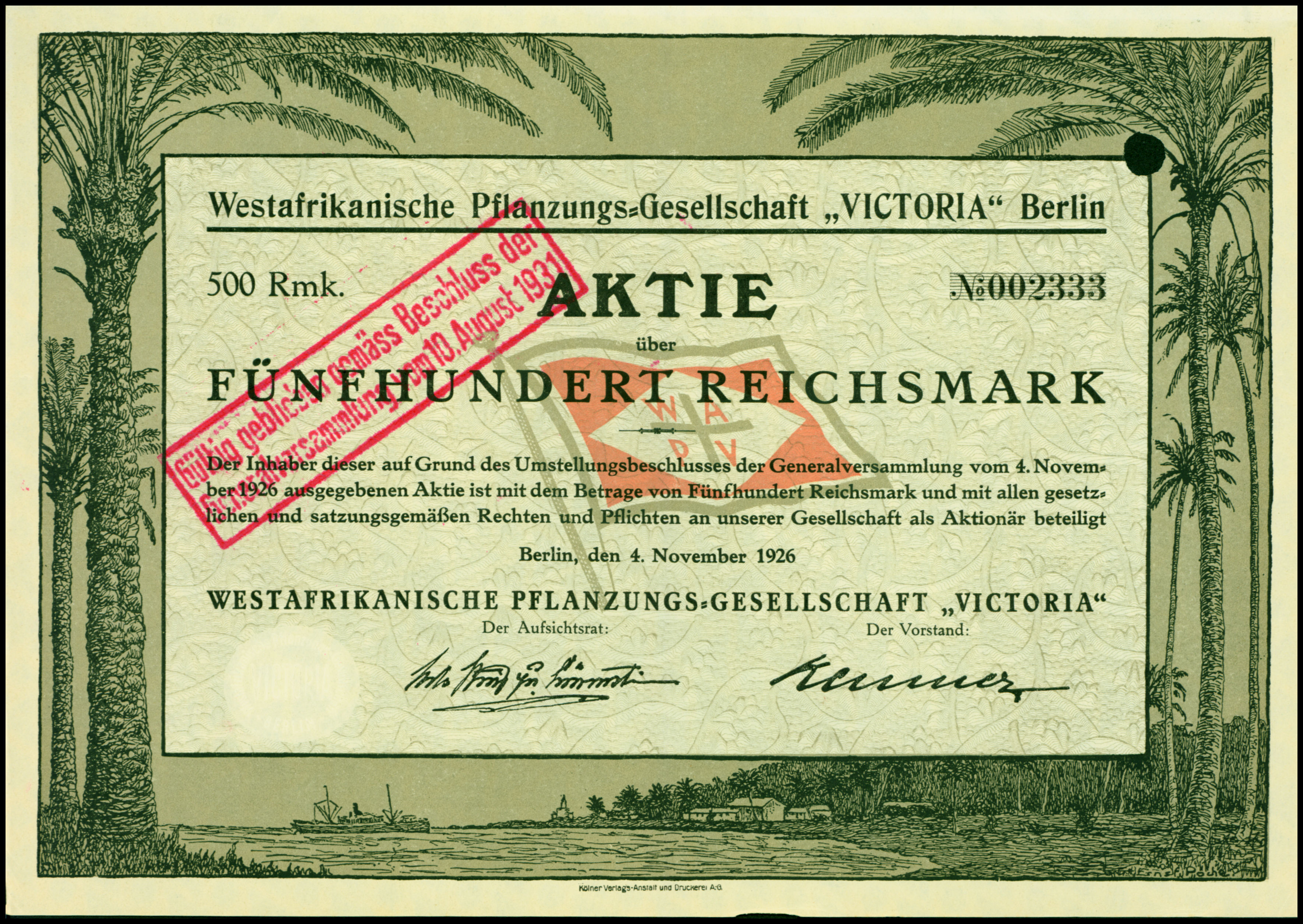
Aktie über 500 RM der Westafrikanischen Pflanzungs-Gesellschaft Victoria vom 4. November 1926

Die Gesellschaft wurde 1897 unter Beteiligung des Forschungsreisenden Eugen Zintgraff mit einem Grundkapital von 2,5 Millionen Mark gegründet. Zu den Anteilseignern gehörte auch Gouverneur Jesko von Puttkamer, der die Pflanzungswirtschaft Westkameruns großzügig unterstützte. 1902 übernahm die WAPV die Pflanzung Günther in Soppo.
Die Gesellschaft verfügte damit 1904 über einen Landbesitz von rund 20.000 ha, auf denen überwiegend Kakao angebaut wurde. Die Plantagen lagen meist in den Siedlungsgebieten der Kpe (Bakwiri), die auf Reservate zurückgedrängt und zur Plantagenarbeit herangezogen wurden. 1913 beschäftigte das Unternehmen 20 europäische und ca. 2000 afrikanische Mitarbeiter.
1916, auf dem Höhepunkt des Ersten Weltkriegs, eroberte eine gemeinsame britische, französische und belgische Streitmacht die deutsche Kolonie Kamerun. 1922 erhielten die Siegermächte des Krieges Großbritannien und Frankreich vom Völkerbund das offizielle Mandat, das bis dahin deutsche Territorium als Hüter zu regieren. Nach dem Ersten Weltkrieg wurde die WAPV enteignet. 1925 konnte sie bei einer Auktion in London einen Teil des früheren Besitzes zurückerwerben, setzte auf Kultivierung von Bananen und führte den Teeanbau in Kamerun ein. Zu Beginn des Zweiten Weltkrieges wurde sie erneut enteignet. Grund dafür war, unter anderem, die breite Anziehungskraft der Nazi-Ideologie unter den deutschen Kolonisten. Die Verwaltung übernahm die 1947 gegründete Cameroons Development Corporation (CDC) mit Sitz in Victoria. Die Aktiengesellschaft blieb jedoch bestehen und machte in den Börsenmeldungen wiederholt Schlagzeilen.
Im November 1996 wurde der Sitz der Gesellschaft von Berlin nach Butzbach in Hessen verlegt, der Eintrag erfolgte in das Handelsregister des Amtsgerichts Friedberg unter HRB 2707.
Nach Konkurs des Unternehmens endete am 14. Dezember 2012 dessen Börsennotierung. Das Konkursverfahren wird beim Amtsgericht Friedberg unter dem Aktenzeichen 61a N 7/98 (alt: 5 N 7/98) geführt.

## Victoria-Pflanzungsbahn

Victoria-Pflanzungsbahn zur deutschen Kolonialzeit, um 1910

1910 baute die Gesellschaft eine eigene Kleinbahn mit 600 mm Spurweite. Die Bahn hatte eine Länge von 66 Kilometer und verband den Küstenort Victoria mit dem Platz Zwingenberger Hof beim Hauptort Soppo. Dazwischen lagen die Plantagen der Gesellschaft. Sie diente daher in erster Linie der Beförderung von pflanzlichen Erzeugnissen, wurde aber in begrenztem Umfang auch für den Personenverkehr genutzt.

## Sonstige Transportmittel
Mit der 1913 gebauten Prinz Udo verfügte die Gesellschaft auch über ein eigenes Motorboot von 14 Metern Länge.